# Bob Dylan’s Greatest Hits
Bob Dylan’s Greatest Hits – pierwszy album kompilacyjny Boba Dylana gromadzący jego najpopularniejsze nagrania z lat 1962–1966 i wydany w 1967 r.

## Historia i charakter albumu
Jest to pierwszy zbiorczy album Boba Dylana. Dokonano wyboru jego najpopularniejszych utworów, zwłaszcza tych, które ukazały się na singlach.
Po motocyklowym wypadku Boba Dylana w lipcu 1966 r. i jego odosobnieniu się w Woodstocku, firma Columbia stanęła przed dylematem, co dalej robić, gdyż wszystkie kontrakty Dylana zostały zerwane. Nie wiadomo także było, kiedy w ogóle artysta pojawi się znowu w studiu nagraniowym i kiedy uda się na jakieś tournée. Równocześnie było to apogeum popularności muzyka w latach 60., jeszcze wzmocnionej przez jego nagłe zniknięcie.
Columbia postanowiła tę popularność wykorzystać i wydała jego pierwszą kolekcję 10 piosenek, z których właściwie wszystkie zostały uprzednio wydane na singlach.
Publiczność była tak spragniona nowego albumu Dylana, że kompilacja ta cieszyła się dużą popularnością. W USA dotarła do miejsca 10 i znajdowała się na liście najpopularniejszych albumów przez 21 miesięcy. Był to pierwszy album Dylana, który osiągnął status platynowej płyty.
Tym samym cele Columbii zostały osiągnięte. Firma zarobiła pieniądze, utrzymała nazwisko artysty na rynku i roznieciła zainteresowanie jego ewentualnym następnym albumem.
Okładka i zdjęcie zostały wykonane przez Rowlanda Schermana. Scherman sfotografował Dylana podczas jego koncertu 28 listopada 1965 w Waszyngtonie. Po wydaniu albumu w marcu 1967 r. okładka i zdjęcie otrzymały nagrodę Grammy.
Wczesne wydania albumu zawierały „meduzowaty” plakat Dylana; jego czarną twarz (profil) okalały wijące się różnokolorowe włosy przypominające węże.
Wznowienie albumu w 1997 r. zawierało inną, dłuższą wersję „Positively 4th Street”.

## Spis utworów
| 1.  | „Rainy Day Women #12 & 35”      | 4:40  |
|     |                                 |       |
| 2.  | „Blowin’ in the Wind”           | 2:51  |
|     |                                 |       |
| 3.  | „The Times They Are a-Changin’” | 3:16  |
|     |                                 |       |
| 4.  | „It Ain’t Me Babe”              | 3:38  |
|     |                                 |       |
| 5.  | „Like a Rolling Stone”          | 6:12  |
|     |                                 |       |
| 6.  | „Mr. Tambourine Man”            | 5:31  |
|     |                                 |       |
| 7.  | „Subterranean Homesick Blues”   | 2:22  |
|     |                                 |       |
| 8.  | „I Want You”                    | 3:09  |
|     |                                 |       |
| 9.  | „Positively 4th Street”         | 4:12  |
|     |                                 |       |
| 10. | „Just Like a Woman”             | 4:53  |
|     |                                 |       |
|     |                                 | 40:44 |
|     |                                 |       |

## Opis albumu
- Producent – John Hammond, Tom Wilson, Bob Johnston
- Studio – Columbia Studio A i Studia Columbii Nowy Jork; Columbia Music Row Studios w Nashville, stan Tennessee.
- Daty nagrania – pomiędzy 9 lipca 1962 a 10 marca 1966
- Okładka/zdjęcie – Rowland Scherman
- Plakat – Milton Glaser
- Czas trwania – 40:44
- Firma nagraniowa – Columbia
- Numer katalogowy – CK 65975
- Data wydania – 27 marca 1967
- Wznowienie – CK 9463 (1997)

## Listy przebojów

### Album
| Rok  | Lista                          | Pozycja |
| ---- | ------------------------------ | ------- |
| 1967 | Billboard USA. Albumy popowe   | 10      |
| 1967 | Wielka Brytania. Albumy popowe | 3       |